# Сима Милованов
Сима Милованов (Бечеј, 10. април 1923 — Нови Сад, 16. новембар 2002) био је српски фудбалер и тренер, репрезентативац Југославије.

## Каријера
Милованов је рођен 10. априла 1923. године у Бечеју. Његов отац Миливој је био месар, а мајка Јеца послужитељка у школи. У родном граду је ишао у основну школу и гимназију. Уочи Другог светског рата 1941. године, завршио је седми разред гимназије, а осми тек после ослобођења земље, 1946. године.
Фудбал је почео да игра у подмлатку бечејског Грађанског 1935. године, да би 1938. године постао стандардни првотимац екипе. За новосадску Војводину је дебитовао 1947. године. Већ следеће године постављен је за капитена екипе. У дресу Војводине је играо до краја фудбалске каријере и био један од најбољих појединаца. Према постојећој евиденцији, за Војводину је одиграо преко 500 утакмица. Наступао је у генерацији у којој су, осим њега, играли Вујадин Бошков, Здравко Рајков, Тоза Веселиновић и други.
Уз једну утакмицу за „Б“ тим (1951), одиграо је и четири утакмице за репрезентацију Југославије. Дебитовао је 23. августа 1951. у пријатељском сусрету против Норвешке (4:2) у Ослу, а последњу утакмицу за државни тим одиграо је 16. маја 1954. против Енглеске (1:0) у Београду. Био је у саставу репрезентације Југославије која је играла на Светском првенству 1954. године у Швајцарској.
Након играчке каријере, завршава Вишу тренерску школу и почиње да води млади тим Војводине (1959—1961). Током тренерске каријере водио је више клубова у Југославији, Грчкој и на Кипру, где је био селектор фудбалске репрезентције Кипра.